# Crónicas del Ángel Gris
Crónicas del Ángel Gris es un libro de Alejandro Dolina, publicado por primera vez en 1988 y compuesto por relatos que en su mayoría habían aparecido anteriormente en la revista Humor. En 1988, ya distanciado de la revista, Dolina publicó el libro, con prólogo de Horacio Ferrer e ilustraciones de Carlos Nine. En 1996, apareció una versión corregida y extendida con notas introductorias de Jorge Dorio y Ernesto Sabato y dibujos de Hermenegildo Sábat. En 2003 se editó una versión de bolsillo y en total ha vendido más de 500.000 ejemplares.

## Argumento
Se compone de diversas historias que giran en torno al Ángel Gris, un personaje difuso que reparte sueños en el barrio porteño de Flores, donde transcurre la acción. La mayoría de los personajes pueden reunirse en dos grandes grupos: los Hombres Sensibles y los Refutadores de Leyendas. Entre los primeros, sentimentales, honestos y algo atolondrados, se encuentran el polígrafo Manuel Mandeb, el poeta Jorge Allen, el músico Ives Castagnino y el "Ruso" Salzman, jugador compulsivo. Los Refutadores de Leyendas son personajes suspicaces y necios, representantes de las instituciones, que se dedican a negar los episodios fantásticos que ocurren en el barrio. Opuestos a los Hombres Sensibles, los Refutadores desean un mundo racional y científico.
En una nota introductoria, Dolina dice: 

La historia de los Hombres Sensibles me fue revelada en París en 1971. La nostalgia y el ingenio fácil de la mocedad me dictaron algunas narraciones demasiado ambiciosas. Gracias al saqueo de aquellas desmesuras, nacieron los modestos episodios que ahora mismo comienzan. Chalecito edificado con ladrillos de Nabucodonosor.

## Adaptaciones
El libro fue adaptado al teatro por el autor, que presentó en 1990 el musical El barrio del Ángel Gris, que Dolina compuso e interpretó. La obra obtuvo el premio Argentores. Algunos de los relatos fueron adaptados al cine y a la televisión, destacándose la Balada de la primera novia, dentro del unitario Tinta Argentina, emitido por Canal 7 en 2008.

## Reconocimientos
Una plaza del barrio porteño de Flores, que llevaba el nombre del militar golpista Pedro Eugenio Aramburu, pasó a llamarse "Plaza del Angel Gris" en setiembre del 2009, por una ley de la legislatura de la ciudad de Buenos Aires.

## Publicaciones
- Crónicas del Ángel Gris. Buenos Aires: Ediciones de la Urraca, 1988. ISBN 950-9265-07-1
- Crónicas del Ángel Gris. Edición corregida y aumentada. Buenos Aires: Colihue, 1996. ISBN 950-581-693-6
- Crónicas del Ángel Gris. Edición de bolsillo. Buenos Aires: Booket, 2003. ISBN 987-1144-29-6